# Saison 5 de Joséphine, ange gardien
 (août 2018).
Si vous disposez d'ouvrages ou d'articles de référence ou si vous connaissez des sites web de qualité traitant du thème abordé ici, merci de compléter l'article en donnant les références utiles à sa vérifiabilité et en les liant à la section « Notes et références ».
Chronologie
Saison 4 Saison 6
Cet article présente les épisodes de la cinquième saison de la série télévisée Joséphine, ange gardien.

## Liste des épisodes

### Épisode 1:Romain et Jamila
Scénaristes :
- Marie-Hélène Saller
- Hélène Woillot

Réalisateur :
- Jacob Berger

Diffusion :
- 12 février 2001 sur TF1

Audience :
- France : 6,25 millions de téléspectateurs (25,0 % de part d'audience)

Distribution :
- Mimie Mathy : Joséphine
- Hamidou Benmessaoud : Farid
- Sonia Mankaï : Jamila
- Farida Amrouche : Leila
- Yannick Soulier : Romain
- Souad Amidou : Nizha
- Linda Bouhenni : Souria
- Irène Tassembédo : Awa
- Stéphane Boucher : Bruno
- Romain Bechetoille : Le jeune gars rasé
- Jean-Noël Brouté : Le commissaire

Résumé : Joséphine vient en aide à Jamila qui épouse un Français, Romain, contre l'avis de son père Marocain qui interdit à toute sa famille de la revoir.

### Épisode 2:La Tête dans les étoiles
Scénaristes :
- Lorraine Lévy
- Didier Lacoste
- Françoise Pasquini
- Jean-Paul Demure

Réalisateur :
- Denis Malleval

Diffusion :
- 14 avril 2001 sur TF1

Audience :
- France : 5,97 millions de téléspectateurs (25,3 % de part d'audience)

Distribution :
- Mimie Mathy : Joséphine
- Christian Rauth : Charles Brunet
- Georges Du Fresne : Jérôme Brunet
- Laurent Olmedo : Martin
- Isabelle Habiague : Claire Madec
- Lizzie Brocheré : Katia
- Hugo Florsheimer : Paulo Brunet
- Aurélien Levitan : Fred
- Nicolas Navazo : Verdier
- Philippe du Janerand : Le proviseur
- Gérard Chaillou : Mr Chabrot

Résumé : Joséphine vient en aide à Jérôme Brunet, un lycéen de 16 ans qui vit avec son jeune frère sur le chantier naval de Charles leur père. Depuis la mort accidentelle de leur mère, Jérôme accumule les échecs, au point que son père a baissé les bras et songe à le retirer de l'école pour le prendre sur le chantier avec lui.

### Épisode 3:La Fautive
Scénaristes :
- Isabelle de Botton
- Sophie Deschamps

Réalisateur :
- Laurent Dussaux

Diffusion :
- 1er octobre 2001 sur TF1

Audience :
- France : 5,48 millions de téléspectateurs (24,7 % de part d'audience)

Distribution :
- Mimie Mathy : Joséphine
- Natalia Dontcheva : Brigitte
- Vania Vilers : Mr Santeuil
- Jean-Michel Tinivelli : Xavier
- Valérie Sibilia : Charlotte
- Fanny Gilles : Vanessa
- Pierre-Marie Escourrou : Patrick
- Philippe Uchan : Denis
- Kévin Fernandes : Thomas
- Enguerran Demeulenaere : Alexandre
- Ariane Séguillon : Eliane
- Marie-Charlotte Leclaire : Lucille
- Anne-Marie Pisani : La chef cuisinière
- Christophe Rouzaud : Roger
- Nicolas Pignon : Le directeur de la prison
- Jean-Louis Tribes : Maxime
- Alain Ganas : Paulo
- Yan Epstein : Enzo
- Catherine Le Henan : La bibliothécaire

Résumé : Joséphine vient en aide à Brigitte enfermée en prison qui doit être libérée dans quelques jours. Elle va l'aider à renouer avec sa famille et son fils qui l'ont abandonnée.

### Épisode 4:La Comédie du bonheur
Scénaristes :
- Nicolas Cuche
- Eric Taraud

Réalisateur :
- Dominique Baron

Diffusion :
- 5 novembre 2001 sur TF1

Audience :
- France : 6,26 millions téléspectateurs (25,9 % de part d'audience)

Distribution :
- Mimie Mathy : Joséphine
- Emma Colberti : Sandra
- Thomas Jouannet : Yves
- Pascale Roberts : Louise
- Jean-Claude Bouillon : Adrien
- Agnès Soral : Ariana
- Michelle Brûlé : Régine
- Sophie Bouilloux : Marie
- Sandrine Molaro : Gigi
- Annie Grégorio : Mme Berthier
- Jean-Pierre Durand : René
- Jean-Marie Cornille : Le maire

Résumé : Joséphine vient en aide à Sandra, qui a tout pour être heureuse. Pourtant, en pleine cérémonie de son mariage, elle dit "non" à son mariage et s'enfuit. Joséphine devra trouver la raison de ce refus.